# Michael Foret
Michael Foret (* 20. září 1986 Prostějov) je český zpěvák, skladatel, textař a herec. V roce 2005 se v 2. ročníku hudební soutěže Česko hledá SuperStar probojoval do finále na 6. místo. Na základě toho vydal v roce 2006 debutové album Forte produkované Ondřejem Soukupem.
Objevil se v hlavních rolích českých muzikálů, např. v hit-muzikálu Děti ráje (2009–2014), dále v muzikálu Les Miserables – Bídníci (2012–2014). Od prosince 2014 bude účinkovat v roli Sky v nové české inscenaci muzikálu Mamma Mia!
Má vydaná dvě sólová alba, nyní[kdy?] pracuje na třetím.
Vystudoval Vysokou školu ekonomie a managementu obor Komunikace a lidské zdroje v Praze, dále 3 roky Konzervatoř Jaroslava Ježka a Anglo-německou střední obchodní akademii v Praze.

## Životopis
Michael Foret se narodil 20. září 1986 v Prostějově. Do 15 let se aktivně věnoval sportu, na základní škole závodně provozoval lehkou atletiku, hrál tenis a volejbal. Ve 13 letech navštívil svůj první koncert v Praze – The Cranberries a od té doby hraje na kytaru, píše vlastní písně a zpívá. Na střední škole vystupoval na různých kulturních akcích a soutěžích.
V 18 letech se zúčastnil druhého ročníku televizní hudební soutěže Česko hledá SuperStar, kde se z téměř 9 000 přihlášených probojoval do finále na 6. místo. Získal smlouvu s hudebním vydavatelstvím Sony BMG a 18. dubna 2006 vydal Ondřejem Soukupem produkovanou debutovou desku Forte. Po mediální bublině kolem SuperStar se odebral do ústraní, začal studovat Konzervatoř Jaroslava Ježka a založil kapelu ForetGump. Po dvou letech koncertování se kapela rozpadla a Michael Foret posléze začal spolupracovat na své druhé, tentokrát zcela autorské, desce Uvnitř. Toto album vyšlo v březnu 2009 a dočkalo se uznání kritiků a fanoušků i méně středoproudého vnímání.
Michael Foret účinkuje i v muzikálech. Představoval jednu z hlavních rolí, Mickeyeho, v českém muzikálu Děti ráje, jehož premiéra proběhla 14. listopadu 2009 a do roku 2014 muzikál stihl odehrát necelých 500 repríz. Uvedení muzikálu proběhlo v Praze i v Bratislavě. Dále od jara 2012 také účinkoval v divadle Goja Music Hall v Praze v roli Enjolrase, hrdinského vůdce revolucionářů, v nové české inscenaci jednoho z nejslavnějších muzikálů Les Miserables–Bídníci.
Nyní[kdy?] se Michael připravuje na roli v dalším muzikálu, jehož premiéra proběhne v prosinci 2014 v pražském Kongresovém centru. S živým orchestrem, velkolepou scénou a největšími hity skupiny ABBA se objeví jako hlavní představitel Sky v české verzi muzikálu Mamma Mia!
Kromě hudebních zkušeností se Michael věnuje i herectví. V roce 2006 se objevil v teenagerovském filmu Experti, kde nazpíval i titulní píseň Expert a v roce 2012 proběhla premiéra retro filmu Probudím se včera režiséra Miloslava Šmídmajera.
V současnosti[kdy?] připravuje své třetí, rovněž z velké části autorské album, jehož pilotním singlem je píseň "HRA".

## Diskografie

### Studiová alba
- 2006 – Forte
- 2009 – Uvnitř
- 2019 – Easy